# Баталин, Александр Фёдорович
Алекса́ндр Фёдорович Бата́лин (1 [13] августа 1847 — 1 [13] октября 1896) — русский ботаник и педагог.
Главный ботаник и директор Императорского Ботанического сада в Санкт-Петербурге. Действительный статский советник.

## Путь в науке
Родился в семье известного общественного и сельскохозяйственного деятеля Фёдора Александровича Баталина. Детство до 1860 года провёл в Москве. В августе 1860 года поступил в 3-й класс 5-й Санкт-Петербургской гимназии, которую окончил в 1865 году (был учеником Н. И. Раевского); затем учился на отделении естественных наук физико-математического факультета Императорского Санкт-Петербургского университета, окончил курс в 1869 году со степенью кандидата. Был учеником профессоров А. С. Фаминцына и А. Н. Бекетова.
Действительный член организованного при Университете Санкт-Петербургского общества естествоиспытателей (избран 16 октября 1869 года).
С 1870 по 1879 год Баталин читал лекции ботаники в Горном институте.
В 1872 году защитил диссертацию «О влиянии света на образование формы растений», за что был удостоен степени магистра ботаники.
Совместно со своим отцом Ф. А. Баталиным с 1875 по 1878 год Александр Фёдорович ежегодно издавал «Справочную книжку для сельских хозяев», а с 1879 года — «Календарь и справочную книжку русского сельского хозяина».
В 1876 году за диссертацию «Механика движения насекомоядных растений» получил докторскую степень.
При Императорском ботаническом саде Баталин состоял с 1870 года; сначала младший консерватор, с 1875 года — заведующий биологической лабораторией Сада, с 1877 года — одновременно главный ботаник.
С 1878 года в течение двух с половиной лет состоял доцентом ботаники на Женских врачебных курсах при Николаевском военном госпитале, разработав курс ботаники специально для их слушательниц.
В мае 1884 года Баталин был назначен экстраординарным профессором ботаники Императорской военно-медицинской академии.
В 1885 году А. Ф. Баталин совместно с другими членами Императорского Вольного экономического общества А. М. Бутлеровым, А. Н. Бекетовым, П. Е. Волкенштейном и В. И. Ковалевским работал в комиссии по вопросу о разведении с промышленной целью на Кавказе чайного куста (Thea sinensis L.).
С 20 апреля 1892 года — первый русский (не иностранец) директор Ботанического сада.
С 1893 года Баталин организовал в Ботаническом саду чтение публичных лекций на ботанические темы. При его содействии в Саду в 1894 году была открыта низшая школа садоводства и началась капитальная перестройка ряда оранжерей. В 1894 году при А. Ф. Баталине Ботанический сад принял участие в Международной выставке плодоводства в Санкт-Петербурге, в 1896 году — во Всероссийской выставке в Нижнем Новгороде.
В 1894 году был назначен первым заведующим Бюро по прикладной ботанике Учёного комитета Министерства земледелия и государственных имуществ (ныне Всероссийский институт растениеводства им. Н. И. Вавилова, Санкт-Петербург). Одновременно он был введён в состав членов Учёного комитета министерства. К работам в Бюро он привлёк лучших ботаников Санкт-Петербурга. Членами Бюро без содержания, принимавшими посильное участие в работах Бюро в период его заведования, были назначены в 1894 году — ассистент по кафедре ботаники Императорской Военно-медицинской академии В. К. Варлих и профессор Императорского Санкт-Петербургского университета Х. Я. Гоби, в 1895 году — преподаватель плодоводства Лесного института А. С. Гребницкий и ординатор Клинического института Великой княгини Елены Павловны А. В. Пель; в 1896 году — младший консерватор Императорского Санкт-Петербургского ботанического сада Г. И. Танфильев.
Похоронен на Санкт-Петербургском Новодевичьем кладбище.

## Вклад в науку
Самую крупную заслугу Баталина составляет издание монографических описаний разводимых в России растений (просо, полба, рис, гречиха, бобовые, крестоцветные, масличные растения и др.). Это была первая попытка начать у нас систематическое научное изучение культурных растений. В результате этих исследований он предложил первые для России классификации разновидностей этих культур. Баталин провёл подробное исследование русских сортов репчатого лука, табака и льна; им также была предпринята попытка определения возделываемых растений по семенам, однако с его преждевременной смертью эти работы в России приостановились.
Баталин написал около 100 работ по физиологии растений, по разводимым и экономически важным растениям, по их систематике.
Он довольно интенсивно занимался вовлечением в практику сельского хозяйства дикорастущей флоры России. Им были введены в культуру крупносемянный лён, гаолян, чёрная горчица и ряд других ценных культур.
Баталин основал в 1877 году первую в России станцию для испытания и изучения семян при биологической лаборатории Ботанического сада. Станция была создана по типу первой в мире Семенной контрольной станции Фридриха Ноббе (Тарандт, Германия). С помощью профессора Ноббе Александр Фёдорович за свой счёт приобрёл приборы для определения всхожести семян. С 1 января 1878 года станция приступила к работе. Баталин занялся изучением русских культурных растений и вместе с тем пропагандою разведения в России новых полезных растений; за плодотворную деятельность на этом поприще Московское общество акклиматизации животных и растений присудило ему в 1891 году золотую медаль.
Таким образом, организация семенного контроля в нашей стране, безусловно, связана с именем Баталина, который через «Земледельческую газету», «Труды Вольного экономического общества» и «Справочную книгу для сельских хозяев» сообщил об открытии Станции.
Уже в первые годы работы Станция расширила свои функции и кроме определения посевных качеств семян начала производить определение названий дикорастущих растений и их семян, а также паразитов из класса грибов, производящих болезни растений.
Баталин опытным путём показал, что неповреждённые семена ряда сельскохозяйственных культур (проса, ржи, могара и росички) сразу после уборки имеют низкий процент всхожести, который повышается по мере их высушивания. Воздействие низкими температурами также повышало всхожесть свежеубранных семян.
Баталиным было изучено влияния засоления почв на посевные качества семян. Оказалось, что засоление не только снижало урожай, но и ухудшало его качество. Баталин начал изучать влияние почвенного засоления на развитие растений, заложив в России основу для разработки проблем солеустойчивости растений.
Вслед за Ф. К. Биберштейном и Н. А. Северцовым Баталин заинтересовался вопросами происхождения ржи Secale cereale L.. Он обнаружил, что на юге после скашивания рожь снова даёт побеги, то есть проявляет свойства многолетнего растения, и предположил, что такая рожь сходна с растущим в Туркестане диким видом Secale anatolicum  Boiss. и что она произошла от многолетних диких видов и в условиях культуры стала однолетней. Позже Н. И. Вавилов развил эту идею до логического конца.

## Растения, описанные Баталиным

### Роды
- Ceratodiscus Batalin
- Corallodiscus Batalin
- Roborowskia Batalin

### Виды
| - Astragalus tanguticus Batalin - Betula potaninii Batalin - Ceratodiscus conchaefolius Batalin - Clematis atragenoides Batalin - Coluria henryi Batalin - Corallodiscus conchaefolius Batalin - Corylus tibetica Batalin - Deutzia albida Batalin - Didissandra glandulosa Batalin - Didissandra primulaeflora Batalin - Dipelta elegans Batalin - Dipsacus chinensis Batalin - Draba bracteata Batalin - Glycyrrhiza inflata Batalin - Helwingia chinensis Batalin - Hemigraphis szechuanica Batalin - Incarvillea berezovskii Batalin - Incarvillea variabilis Batalin - Lagotis ramalana Batalin - Larix potaninii Batalin - Leptodermis diffusa Batalin | - Leptodermis potaninii Batalin - Leptodermis umbellata Batalin - Lonicera crassifolia Batalin - Lonicera inconspicua Batalin - Lonicera minuta Batalin - Lonicera ovalis Batalin - Lonicera praeflorens Batalin - Lonicera szechuanica Batalin - Nardostachys chinensis Batalin - Ophiopogon kansuensis Batalin - Parnassia viridiflora Batalin - Phytolacca polyandra Batalin - Primula gemmifera Batalin - Prinsepia uniflora Batalin - Prunus brachypoda Batalin - Prunus setulosa Batalin - Prunus potaninii Batalin - Prunus szechuanaca Batalin - Prunus tatsienensis Batalin - Pterocarya macroptera Batalin - Pterocarya paliurus Batalin - Pyrus kansuensis Batalin | - Pyrus transitoria Batalin - Rheum alexandrae Batalin - Rhododendron potaninii Batalin - Rhododendron rufum Batalin - Ribes maximowiczii Batalin - Roborowskia mira Batalin - Rodgersia aesculifolia Batalin - Roscoea tibetica Batalin - Scrophularia alaschanica Batalin - Scrophularia kansuensis Batalin - Scrophularia przewalskii Batalin - Smilacina tubifera Batalin - Swertia bifolia Batalin - Swertia dimorpha Batalin - Valeriana flagellifera Batalin - Veratrum bracteatum Batalin - Veronica szechuanica Batalin - Viburnum betulifolium Batalin - Viburnum oliganthum Batalin - Wikstroemia alternifolia Batalin |

## Названы в честь Баталина
Виды растений:
| - Agropyron batalinii Roshev. - Cattleya batalinii Sander & Kraenzl. - Cousinia batalini C.Winkl. - Delphinium batalinii Huth - Dracocephalum batalinii Krasn. ex Lipsky - Elymus batalinii (Krasn.) Á.Löve | - Elytrigia batalinii (Krasn.) Nevski - Kengyilia batalinii (Krasn.) J.L.Yang, C.Yen & B.R.Baum - Kengyilia batalinii (Krasn.) S.L.Chen - Prunus batalinii Koehne - Triticum batalinii Krasn. - Tulipa batalinii Regel |